# 9225 Daiki
9225 Daiki este un asteroid din centura principală, descoperit pe 10 ianuarie 1996, de Takao Kobayashi.